# Шилда
Шилда (груз. შილდა) — село в Грузии. Находится в восточной Грузии, в Кварельском муниципалитете края Кахетия. Расположено у подножия южных склонов Кахетинского Кавкасиони, на высоте 500 метров над уровнем моря, на берегах реки Чельти, которая впадает в реку Алазани с левой стороны. От города Кварели располагается в 20 километрах. По результатам переписи 2014 года в селе проживало 3927 человек. В Шилде есть 2 общеобразовательные школы. Деревня является частью винодельческого региона, указывается в Wine Routes. Местное население в основном занимается земледелием: возделыванием виноградников, выращиванием пшеницы, кукурузы и других с/х культур.

## Известные уроженцы
- Бачакашвили, Иосиф Давидович (1911—19??) — советский военачальник, полковник.